# El Rasillo de Cameros
El Rasillo de Cameros település Spanyolországban, La Rioja autonóm közösségben. El Rasillo de Cameros Brieva de Cameros, Anguiano, Nieva de Cameros, Pradillo, Villanueva de Cameros és Ortigosa de Cameros községekkel határos. Lakosainak száma 153 fő (2024).

## Népesség
A település népessége az elmúlt években az alábbi módon változott:
| Lakosok száma | 103  | 132  | 132  | 141  | 145  | 141  | 150  | 144  | 145  | 153  |
|               | 2001 | 2004 | 2007 | 2009 | 2012 | 2014 | 2017 | 2019 | 2022 | 2024 |